# The Other Side of the Road
The Other Side of the Road – szósty album studyjny brytyjskiego zespołu pop rockowego Smokie, który ukazał się w Wielkiej Brytanii w 1979 nakładem wytwórni RAK Records pod numerem SRAK 539.
Z płyty tej pochodzą trzy promowane single: "Baby It’s Up to You" (RAK 300), „Do to Me” (RAK 1C 006-62 747) oraz "San Francisco Bay" (RAK 1 C 008-63 644).

## Lista utworów
| #  | Tytuł                                 | Autorzy                     | Czas |
| -- | ------------------------------------- | --------------------------- | ---- |
| A1 | "The Other Side of the Road"          | Chris Norman, Pete Spencer  | 3:51 |
| A2 | "Do to Me"                            | Norman, Spencer             | 3:18 |
| A3 | "Belinda"                             | Terry Uttley, Alan Silson   | 2:57 |
| A4 | "Big Fat Momma"                       | Norman, Spencer             | 2:47 |
| A5 | "Don’t Take Tour Love Away This Time" | Norman, Spencer             | 3:12 |
| A6 | "London Is Burning"                   | Norman, Spencer             | 5:10 |
| B1 | "Baby It’s Up to You"                 | Gloria Macari, Roger Ferris | 3:43 |
| B2 | "You Don’t Care"                      | Uttley, Silson              | 3:17 |
| B3 | "All Alone"                           | Norman, Spencer             | 3:55 |
| B4 | "I Can’t Stop Loving You"             | Uttley, Silson              | 3:34 |
| B5 | "Too Many Pennies in Hell"            | Norman, Spencer             | 1:17 |
| B6 | "Samantha Elizabeth"                  | Uttley, Silson              | 4:00 |
| B7 | "San Francisco Bay"                   | Norman, Spencer             | 3:15 |

## Twórcy
- Chris Norman
- Terry Uttley
- Pete Spencer
- Alan Silson